# Internationale Geografie-Olympiade
Die Internationale Geographie-Olympiade (iGeo) ist ein internationaler Schülerwettbewerb für 16- bis 19-Jährige. Die Schüler, die ihr jeweiliges Land im Wettkampf vertreten, haben an vorausgegangenen nationalen Geographie-Olympiaden oder vergleichbaren Vorausscheidungen besonders erfolgreich teilgenommen. iGeo testet das Können der Teilnehmer im Bezug auf räumliche Muster und Prozesse. Der Test besteht aus drei Teilen: einer schriftlichen Prüfung, einem multimedialen Test sowie einer umfangreichen geographischen Feldarbeit, die eine gute Beobachtungs- bzw. Auffassungsgabe erfordert, sodass nach einer geographischen Analyse daraus eine kartographische Darstellung entstehen kann. Das Programm beinhaltet außerdem eine Posterpräsentation durch die einzelnen Teams, einen kulturellen Austausch und Gelegenheiten für die und Schüler, ihre Mitbewerber sowie das Gastgeberland kennenzulernen und den Austragungsort zu erkunden.
Die Internationale Geographie-Olympiade wird von der Internationalen Geographischen Union (IGU) organisiert, die die Aufgaben mit Bezug auf den örtlichen Veranstalter und die internationale Teilnehmerschaft erstellt.

## Geschichte

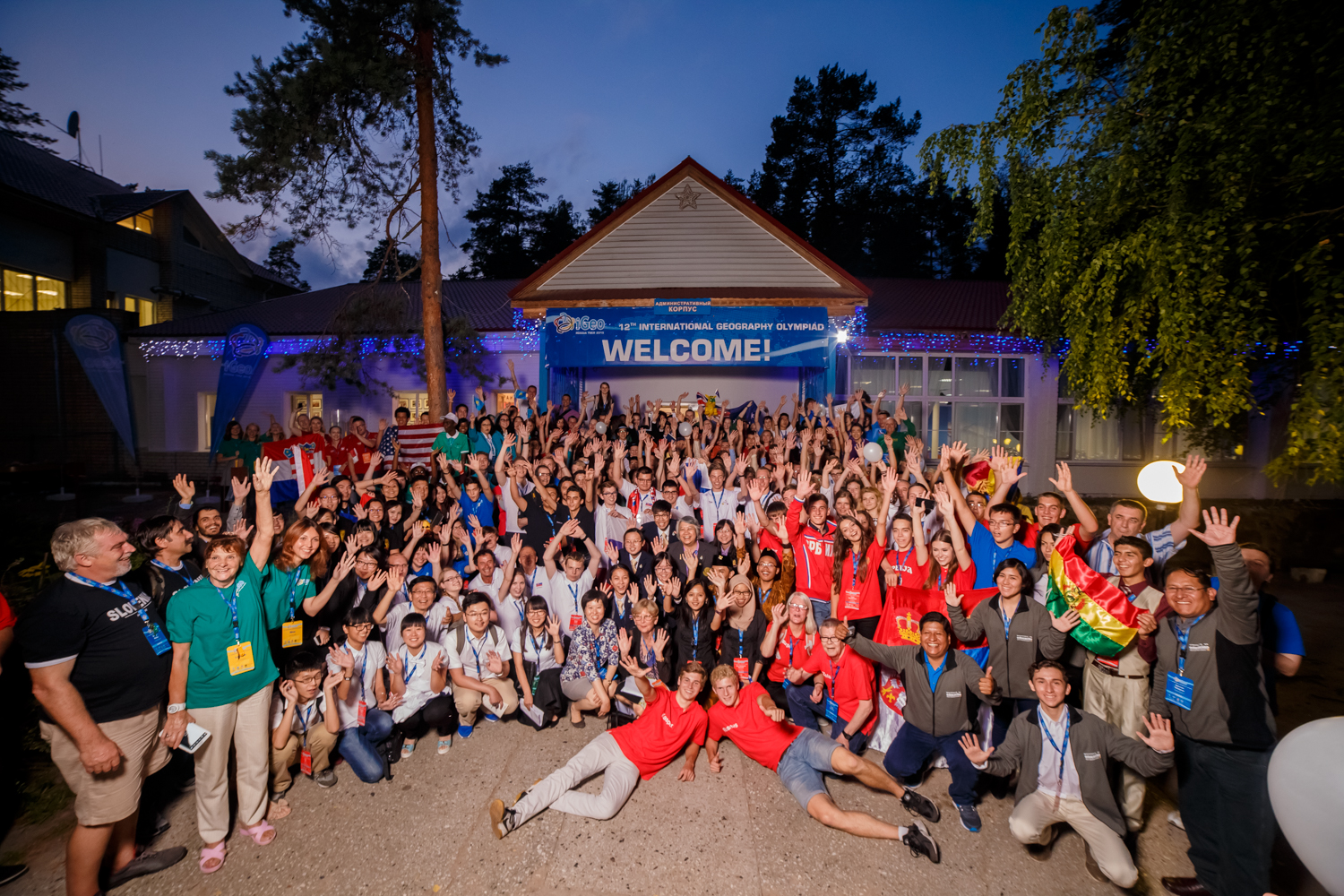
Gruppenfoto der 12. Internationalen Geographie Olympiade in Russland im August 2015.

Während des Kongresses der Internationalen Geographischen Union (IGU) im Jahr 1994 in Prag wurde von den Kongressteilnehmern aus Polen und den Niederlanden der Vorschlag für einen internationalen geographischen Wettbewerb oder eine Internationale Geographie-Olympiade für Schüler zwischen 15 und 19 Jahren unterbreitet. Die Idee wurde mit großer Zustimmung aufgenommen, sodass zwei Jahre später in Den Haag die erste Internationale Geographie-Olympiade ausgerichtet wurde. Allerdings nahmen zunächst nur fünf Länder am Wettbewerb teil. Bis 2008 wuchs die Teilnehmerschaft auf 24 Länder an. Der bisher meistbesuchte iGeo-Wettbewerb fand in Peking im August 2016 mit Teilnehmern aus insgesamt 45 Ländern statt. Darüber hinaus waren Vertreter aus Kanada und Kirgisistan als offizielle Beobachter anwesend, um sich ein Bild vom Wettbewerb zu machen und an künftigen internationalen Wettkämpfen erfolgreich teilzunehmen.
Nach der ersten Internationalen Geographie Olympiade im Jahr 1996 wurde der Wettbewerb zunächst alle zwei Jahre veranstaltet. Da er allerdings immer populärer wurde, beschloss man, ihn, wie die anderen großen internationalen Wissenschaftsolympiaden, ab 2012 alljährlich durchzuführen.

## Ablauf

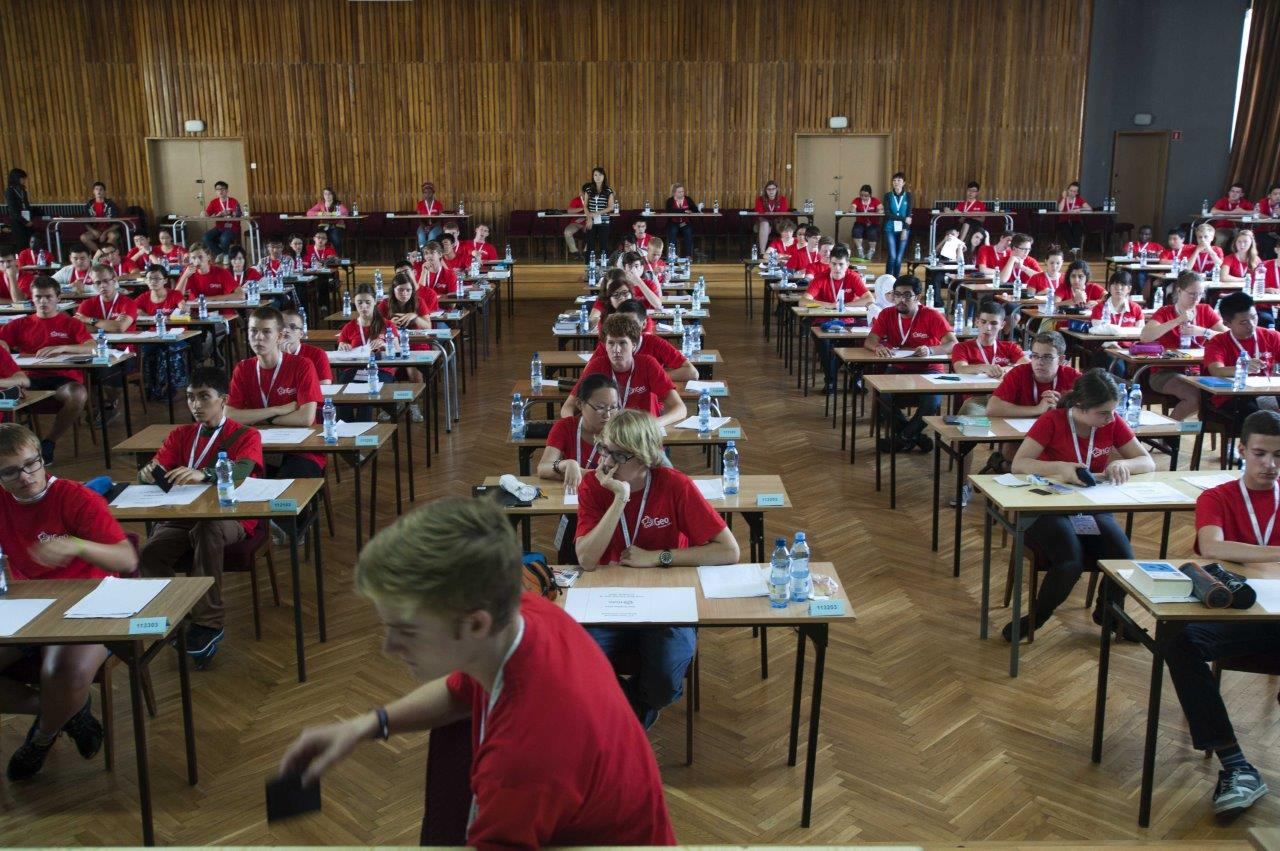
Schriftliche Prüfung bei der 11. Internationalen Geographie Olympiade in Polen im August 2014.

Der internationale Wettbewerb dauert in der Regel vier bis fünf Tage, je nach Programm auch bis zu sieben Tagen. Jedes teilnehmende Land wird von vier Schülern repräsentiert. Während der Olympiade nehmen die Olympioniken an einer Reihe von praktischen und theoretischen Tests teil, die ihr geographisches Können auf die Probe stellen. Daneben gibt es ein anregendes Programm mit kulturellen Veranstaltungen sowie Exkursionen in geographisch interessante Gebiete, Betriebe und Städte. Die offizielle Sprache der iGeo ist Englisch.

### Qualifikation und Vorbereitung
Voraussetzung für die Teilnahme ist, dass man bis zum 30. Juni des Jahres, in dem die Olympiade stattfindet, zwischen 16 und 19 Jahren alt ist, ein technisches oder allgemeinbildendes Gymnasium besucht beziehungsweise noch nicht an einer Hochschule oder Universität eingeschrieben ist. Die teilnehmenden Schüler müssen in der Lage sein, die in englischer Sprache abgefassten Aufgaben zu bearbeiten. Nicht-Muttersprachler erhalten Unterstützung in Form von Wörterbüchern, Übersetzungen von ausgewählten, geographischen Begriffen und zusätzlicher Bearbeitungszeit bei den längeren Tests. Um an der Internationalen Geographie Olympiade teilnehmen zu können, muss man sich vorher auf nationaler Ebene qualifizieren. Dies geschieht in jedem Land anders: In Deutschland muss man beispielsweise erfolgreich am Diercke iGeo Wettbewerb (früher Janus iGeo-Competition Deutschland) teilgenommen haben. Auch hier erfolgt die Aufgabenstellung und Bearbeitung in englischer Sprache. Für die Schweiz wurde eine extra Vorausscheidung eingerichtet. Um Japan bei der iGeo vertreten zu dürfen, müssen die Schüler eine hohe Gesamtpunktzahl im nationalen Meisterschaftswettbewerb erzielen, wobei die besten vier Schüler im englischen Testteil für die Teilnahme an der iGeo ausgewählt werden. Allen gemein ist, dass zunächst ein nationaler Wettbewerb gewonnen werden muss und die Auswahl der Olympiateilnehmer durch ein nationales Komitee und national festgelegte Regeln getroffen wird. Oftmals müssen die ausgewählten Schüler vor der eigentlichen Olympiade noch ein nationales Trainingslager besuchen, das auf die Olympiade vorbereitet. Die Teilnahme am olympischen Wettbewerb ist für jeden Schüler auf zwei Mal begrenzt.

### Aufgaben
Um die Aufgaben bewältigen zu können, müssen die Schüler über kartographische und andere geographische Fähigkeiten verfügen. Dabei ist besonders die Bildanalyse sowie das Interpretieren von Diagrammen, Schaubildern und Statistiken gefragt. Die Aufgaben für die schriftliche Prüfung und den Multimedia-Test des Wettbewerbs kommen aus folgenden Kategorien:
1. Klima und Klimawandel
2. Umweltkatastrophen und Katastrophenmanagement
3. Ressourcen und Ressourcenmanagement
4. Umweltgeographie und nachhaltige Entwicklung
5. Oberflächenformen, Landschaften und Landnutzung
6. Landwirtschaftliche Geographie und Nahrungsproblematik
7. Bevölkerung und Bevölkerungswandel
8. Wirtschaftsgeographie und Globalisierung
9. Entwicklungsgeographie und räumliche Ungleichheit
10. Stadtgeographie, Stadterneuerung und Stadtplanung
11. Tourismus und Tourismusmanagement
12. Kulturgeographie und regionale Identitäten

Die schriftliche Prüfung (englisch written response test: WRT) besteht aus sechs Themen, die in jeweils 20 bis 25 Minuten zu bearbeiten sind. Sie behandeln geographische und soziale Fragen und erfordern ein aktuelles und angewandtes geographisches Wissen. Zur Bearbeitung jedes Themas bzw. Aufgabenbereichs stehen unterschiedliche Materialien, beispielsweise Karten, Fotos, Graphen oder Statistiken, zur Verfügung. Zu jedem Themenbereich gibt es mehrere, unterschiedliche Aufgaben, die bearbeitet werden müssen. Dabei reicht die Bandbreite der geforderten Antworten von Stichpunkten bis hin zu längeren Aufsätzen. Ebenfalls kann das Vervollständigen einer Matrix oder Tabelle gefordert sein oder die graphische Darstellung bestimmter Sachverhalte. Die Auswahl der sechs Themenbereiche aus den insgesamt 12 Kategorien nimmt das Komitee vor, das den Test erstellt. Generell wird darauf geachtet, dass das Verhältnis zwischen physischen und humangeographischen Themen ausgeglichen ist. Von den Teilnehmern wird erwartet, dass sie nicht nur ihr theoretisches geographisches Wissen wiedergeben, sondern ihr Wissen auch in konkreten regionalen Kontexten anwenden und ihre geografischen Fähigkeiten nutzen können.
Der Multimedia-Test (englisch multimedia quiz) besteht aus insgesamt 40 Teilen, die jeweils, je nach Komplexität der zur Verfügung stehenden Materialien, in einer Bearbeitungszeit von ein bis zwei Minuten am Computer zu erledigen sind. Auch hier handelt es sich um Fragen, die geografisch und sozial relevant sind sowie ein aktuelles und angewandtes geographisches Wissen und geographische Fähigkeiten erfordern. Jede Aufgabe besteht aus einer Karte und/oder einem Foto, Film, Schau- oder Satellitenbild und einer kurzen Multiple-Choice-Frage mit je vier Antwortmöglichkeiten. In diesem Teil der Olympiade drehen sich die Aufgaben um Themen aus allen 12 Kategorien. Hier geht es vornehmlich darum, die grundlegende geographische Denkfähigkeit zu prüfen. Der Multimedia-Test ist also nicht dazu bestimmt, die Fähigkeit der Kandidaten, geographische Fakten zu reproduzieren, einer Prüfung zu unterziehen, sondern ihre Fähigkeiten in der geographischen Analyse in Stresssituationen zu testen. Ein Grund, warum hier vom geographischen Wissen abgerückt wird, ist, dass die Lehr- und Bildungspläne der teilnehmenden Länder stark variieren.
Die geographische Feldarbeit (englisch fieldwork) besteht aus drei Teilbereichen:
1. Beobachten und Kartieren
2. Bearbeitung einer Aufgabe im Untersuchungsgebiet einschließlich zusätzlicher Datenerhebung
3. Erarbeiten einer Problemlösung, die durch einen Raumplan oder eine Karte visualisiert wird

Dieser Teil der Internationalen Geographie Olympiade zielt folglich auf praktisches Anwenden von Wissen sowie auf das geographische, genaue Arbeiten im Gelände ab und verlangt dabei Teamfähigkeit und andere soziale Fähigkeiten. Um die Anforderungen an die zu erstellende Karte und Bewertungskriterien transparent zu machen, steht ein Dokument mit den kartographischen Richtlinien zur Verfügung.
Bei der Bearbeitung der Aufgaben ist es den Teilnehmern strengstens verboten, Handys, Tablets oder andere elektronische Geräte, die nicht durch die Veranstalter autorisiert wurden, zu verwenden. Außerdem ist es nicht erlaubt, sich während der Tests untereinander zu verständigen oder sogar zusammenzuarbeiten, außer es ist ausdrücklich, wie beispielsweise bei der Datenerhebung für die Feldarbeit, erlaubt. Das Verletzen der Regeln führt zur Disqualifikation des Teilnehmers.

### Programm
Der Wettbewerb startet nach der Vorstandssitzung der Internationalen Geographischen Union mit einer Eröffnungszeremonie. Die erste Prüfung, der written response test, findet am Morgen des darauffolgenden Tages statt und dauert ca. drei, teilweise auch vier Stunden. Anschließend steht eine Exkursion auf dem Plan, durch die die Schüler die Gastgeberregion kennen lernen sollen. Gegen Abend bekommen die Teilnehmer eine Einführung zur Feldarbeit. Da die Gastgeberländer das Zusatzprogramm und damit die Olympiade frei gestalten können, gibt es allerdings keinen allgemeingültigen Ablaufplan. So wurde am dritten Tag der 13. Internationalen Geographie Olympiade in China der erste Teil der Feldarbeit durchgeführt, während sich 2014 in Polen ein eintägiger Exkursionstag an das Briefing zur Feldarbeit anschloss. Neben den Aufgaben der Olympiade und den Exkursionen sind noch unterschiedliche kulturelle Events wie Modenschauen oder musikalische Aufführungen, Sightseeing sowie eine Posterpräsentation durch die Schüler in die Veranstaltung eingebunden. Diese Präsentationen sollen das Thema des Kongresses der IGU widerspiegeln. Während der iGeo 2016 sollten die Schüler ein Plakat zum Thema Nachhaltige Städte entwerfen, auf dem sie veranschaulichen, wie eine von ihnen ausgewählte Stadt ihres jeweiligen Heimatlandes mit ökologischen, ökonomischen und sozialen Problemen umgeht und eine nachhaltige Zukunft erreichen will. Präsentiert werden die Plakate während der 90-minütigen Posterpräsentation. Sie ist zwar nicht Teil des Olympia-Wettkampfes und es werden keine Punkte vergeben, allerdings wird das Team mit dem besten Plakat unabhängig von der Olympiade mit einem Preis ausgezeichnet. Nach der Olympiade gibt es für die Teilnehmer noch die Möglichkeit, einen sogenannten Post-iGeo-Trip anzuschließen und so weitere interessante Orte im Gastgeberland zu besuchen.

## Preise

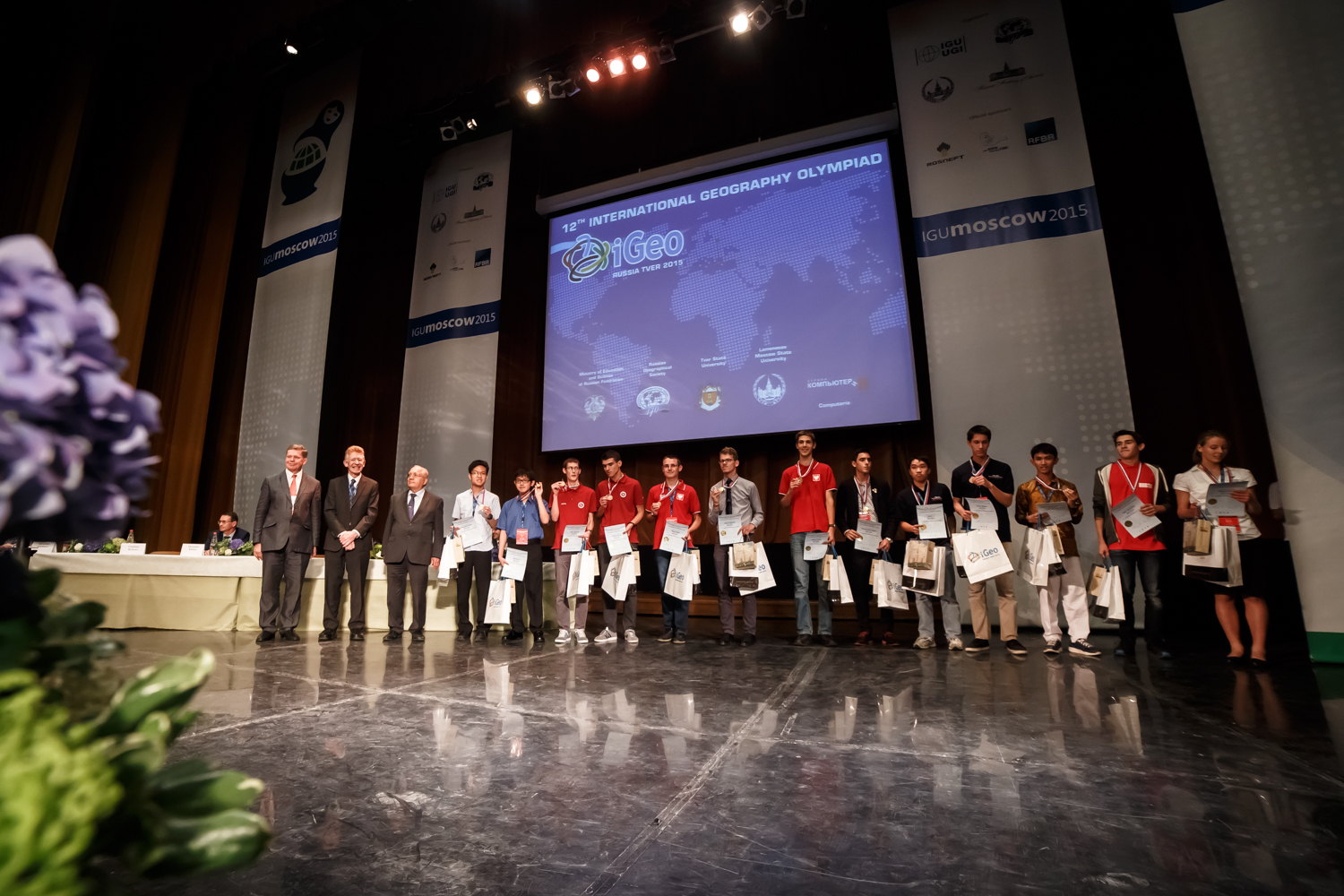
Die Gewinner einer Goldmedaille bei der 12. Internationalen Geographie Olympiade während der Eröffnungszeremonie der Konferenz der IGU in Moskau, Russland im August 2015.

Zwar treten die einzelnen Teilnehmer als Team an und auch die Leistungen der einzelnen Nationen werden am Ende der Olympiade ausgewertet, allerdings liegt der Fokus im internationalen Wettbewerb auf den einzelnen Schülern, sodass die Medaillen durch die jeweiligen Schirmherren der Olympiade auch an die einzelnen Teilnehmer verliehen werden. Die endgültige Punktzahl eines Schülers errechnet sich durch die erreichten Punkte in den einzelnen Aufgabenbereichen. Die schriftliche Prüfung und die Feldarbeit machen jeweils 40 % des Endergebnisses aus, das Multimedia-Quiz die restlichen 20 %. Die Gold-, Silber- und Bronzemedaillen werden proportional zu der Anzahl der Teilnehmer vergeben. So wurde 2014 insgesamt 12 mal Gold, 24 mal Silber und 36 mal Bronze verliehen, während 2015 die Leistungen der Schüler mit insgesamt 13 Gold-, 27 Silber- und 40 Bronzemedaillen geehrt wurden.

## Ziele
Durch die Veranstaltung soll nicht nur die Begeisterung von Jugendlichen für das Fach Geographie geweckt und Aufmerksamkeit auf geographische und ökologische Probleme gelenkt, sondern gleichzeitig auch die Qualität der geographischen Bildung international verbessert und der soziale Rang und die Bedeutung des Faches national wie international gesteigert werden. Mit dem Kongress der IGU, der sich direkt an die Internationale Geographie-Olympiade anschließt, kommt es zudem zur Vernetzung von Forschung und Lehre sowie von Wissenschaft und Schule, wodurch man sich auch einen nachhaltigen Impuls für die Weiterentwicklung von Schule und Unterricht erhofft. Ein weiteres Ziel ist es, durch den kulturellen Austausch Stereotypen aufzudecken, Vorurteile zu entkräften und den Schülern eine weitere Möglichkeit zu bieten, sich regional, national und international zu vernetzen.

## Austragungsorte
Die Gastgeberländer wechseln von Olympiade zu Olympiade.
Bisherige Austragungsorte
| Nr. | Jahr | Austragungsland     | Stadt             | Anzahl teil- nehmender Länder | Anzahl der Schüler | Gewinner (Person)                               | 1. Platz (Land) | 2. Platz (Land)    | 3. Platz (Land)        |
| --- | ---- | ------------------- | ----------------- | ----------------------------- | ------------------ | ----------------------------------------------- | --------------- | ------------------ | ---------------------- |
| 1.  | 1996 | Niederlande         | Den Haag          | 5                             | 20                 | Steven Pattheeuws ( Belgien)                    | Polen           | Slowenien          | Belgien                |
| 2.  | 1998 | Portugal            | Lissabon          | 5                             | 20                 | Katarzyna Kwiecińska ( Polen)                   | Polen           | Slowenien          | Belgien                |
| 3.  | 2000 | Südkorea            | Seoul             | 13                            | 52                 | Adam Biliski ( Polen)                           | Polen           | Niederlande        | Südkorea               |
| 4.  | 2002 | Südafrika           | Durban            | 12                            | 48                 | Florin Olteanu ( Rumänien)                      | Rumänien        | Polen              | Belarus                |
| 5.  | 2004 | Polen               | Danzig            | 16                            | 64                 | Maciej Hermanowicz ( Polen)                     | Polen           | Estland            | Rumänien               |
| 6.  | 2006 | Australien          | Brisbane          | 23                            | 92                 | Jacek Próchniak ( Polen)                        | Polen           | Estland            | Rumänien               |
| 7.  | 2008 | Tunesien            | Tunis             | 24                            | 96                 | Barbu Ion Alexandru ( Rumänien)                 | Rumänien        | Estland            | Australien             |
| 8.  | 2010 | Chinesisch Taipeh   | Taipeh            | 27                            | 108                | Barbu Ion Alexandru ( Rumänien)                 | Singapur        | Australien         | Polen                  |
| 9.  | 2012 | Deutschland         | Köln              | 31                            | 124                | Samuel Chua ( Singapur)                         | Singapur        | Rumänien           | Polen                  |
| 10. | 2013 | Japan               | Kyōto             | 32                            | 128                | Daniel Wong ( Singapur)                         | Rumänien        | Kroatien           | Singapur               |
| 11. | 2014 | Polen               | Krakau            | 36                            | 144                | James Mullen ( Vereinigte Staaten)              | Singapur        | Australien         | Rumänien               |
| 12. | 2015 | Russland            | Twer              | 40                            | 159                | Wang Chang-chin ( Chinesisch Taipeh)            | Polen           | Rumänien           | Chinesisch Taipeh      |
| 13. | 2016 | Volksrepublik China | Peking            | 45                            | 173                | Wuttipat Kiratipaisarl ( Thailand)              | Australien      | Singapur           | Thailand               |
| 14. | 2017 | Serbien             | Belgrad           | 41                            | 160                | Victor Vescu ( Rumänien)                        | Polen           | Rumänien           | Vereinigte Staaten     |
| 15. | 2018 | Kanada              | Québec            | 43                            | 165                | Alen Kospanov ( Russland)                       | Rumänien        | Singapur           | Vereinigte Staaten     |
| 16. | 2019 | Hongkong            | Hongkong          | 43                            | 166                | Albert Zhang ( Vereinigte Staaten)              | Indonesien      | Vereinigte Staaten | Vereinigtes Königreich |
| 17. | 2020 | Türkei              | Istanbul          | —                             | —                  | Auf 2021 verschoben wegen der COVID-19-Pandemie | –               | –                  | –                      |
| 17. | 2021 | Türkei              | Istanbul (online) | 46                            | 180                | Rustam Bigildin ( Russland)                     | Russland        | Singapur           | Japan                  |
| 18. | 2022 | Frankreich          | Paris (online)    | 54                            | 216                | Sanzhar Khamitov ( Kasachstan)                  | Singapur        | Litauen            | Chinesisch Taipeh      |
| 19. | 2023 | Indonesien          | Bandung           | 45                            | 177                | Passakarn Leewongcharoen ( Thailand)            | Rumänien        | Singapur           | Ungarn                 |

Zukünftige Austragungsorte
20. 2024 in Dublin ( Irland)
21. 2025 in Bangkok ( Thailand)
22. 2026 in Istanbul ( Türkei)

## Auswahl, Qualifikation und Teilnahme von deutschen Teilnehmern
Seit 2006 nehmen Schüler aus Deutschland an der iGeo teil und konnten sich mehrfach erfolgreich platzieren. Der nationale Auswahlwettbewerb findet alle zwei Jahre an den weiterführenden Schulen in Deutschland statt, die Teilnehmer besuchen zu dieser Zeit die Klassen 10 bis 13 und sind zwischen 16 und 19 Jahre alt. In seiner aktuellen Form ist der Wettbewerb Diercke iGeo als bilingualer Klausurenwettbewerb angelegt, der für die Oberstufe konzipiert ist und in mehreren Runden stattfindet. Aufgaben, Material und Karten liegen in englischer Sprache vor und müssen auf Englisch beantwortet werden. Ein Wissenstest ist ebenso zu absolvieren. Der Landeswettbewerb findet an den Gymnasien, Gesamt- und Gemeinschaftsschulen mit Oberstufe statt und sucht zunächst einen Schulsieger. Dieser wird einem Landesbeauftragten gemeldet, der aus allen Einsendungen seines Bundeslandes einen Landessieger kürt. Zum zweitägigen Bundeswettbewerb werden dann alle Sieger aus den Bundesländern erwartet und ein vierköpfiges Nationalteam bestimmt. Neben Klausuren sind ein Multimedia-Test zu lösen und auch eine Exkursion durchzuführen. Die bisherigen internationalen Teilnahmen des deutschen Teams führten seit 2006 zu drei Gold-, neun Silber- und acht Bronzemedaillen. Eine Organisation des Wettbewerbs übernimmt der Verband Deutscher Schulgeographie e.V (VDSG) gemeinsam mit der Westermann Gruppe.